# أحداث أزمة قناة السويس في الكويت
بعد تأميم قناة السويس في 8 يوليو 1956. توقع الرسميون البريطانيون قيام مظاهرات وشغب ضد الرعايا البريطانيين والمصالح البريطانية في الخليج. وفي 14 أغسطس 1956 قام المقيم البريطاني في البحرين السير برنارد لوروز بتقديم توصية للشيخ عبد الله الأحمد الجابر الصباح القائم بأعمال أمير الكويت الشيخ عبد الله السالم في أثناء غيابه، كي يستدعي الشيخ عبد الله المبارك والشيخ صباح السالم الموجودين في الخارج للعودة إلى الوطن فورا ليضمنا قيام الشرطة ورجال الأمن الكويتي والقوات العسكرية بعمليات فعالة لحماية الرعايا البريطانيين وممتلكاتهم، لكن الشيخ عبد الله الأحمد كان يعتقد انه ليس هناك احتمال نشوب مشاكل في الكويت وانه لايرى ما يدعو لاستدعاء عائلة الصباح من الخارج،
ولكن المقيمية السياسية بالكويت لم تقتنع بذلك الرأي فبادرت إلى توجيه النصح لكل الرعايا البريطانيين كي ينأوا بأنفسهم عن الشوارع قدر الإمكان في أثناء الإضراب الذي نظم إعرابا عن التضامن مع مصر، ولكن الشيخ عبد الله الأحمد لم يلبث ان عدل عن رأيه في وقت متأخر من اليوم ذاته، وقام ليبلغ ممثل شركة نفط الكويت انه تم إشعار الشيوخ الغائبين عن الكويت ليعودوا مسرعين وانهم سيفعلون ذلك وفي مساء 14 أغسطس 1956 دعت لجنة الأندية الكويتية إلى تجمع شعبي تأييدا لنضال الشعب المصري ولقيادة جمال عبد الناصر في مواجهة المعسكر الغربي ودعت إلى الاشتراك في مهرجان يوم مصر وهو مهرجان خطابي أقيم في النادي الثقافي القومي وقد تجمع 4000 شخص تقريباً امام النادي الثقافي القومي حيث أعلن المتحدثون عن شديد دعمهم لجمال عبد الناصر وطالبوا بقيام مظاهرة يوم 16 أغسطس 1956، وأرسلوا برقية تأييد للرئيس عبد الناصر وفي ختام التجمع انصرف الحضور بهدوء ولم تقع مواجهات تذكر اللهم استخدام الشرطة اعقاب البنادق حيث اصيب أربعة متظاهرين باصابات بسيطة نقلوا على اثرها إلى المستشفى، وتم اغلاق مقر النادي وختمه بالشمع الأحمر وفي اليوم التالي تجمع المؤيدون لمصر داخل المنطقة التجارية في السوق وبدؤو يحثون أصحاب الحوانيت والمحلات على اغلاق محلاتهم استجابة للاضراب وقد فرض الشيخ عبد الله المبارك سيطرة الشرطة على الوضع حيث كان الشيخ صباح السالم خارج البلاد وقد استدعى رجالا اضافيين من قرى الكويت كالجهراء وغيرها وقد قامت الحكومة بإرسال تحذيرات للجنة الاندية والمواطنين بعدم التنظيم والمشاركة في الإضراب والمظاهرات.
وبرغم كل الاحتياطات الأمنية قررت الوكالة السياسية بالكويت والبنك البريطاني للشرق الأوسط وبعض المؤسسات البريطانية الأخرى الا تفتح ابوابها يوم 16 أغسطس وهو يوم الاضراب الموعود، وتم ابلاغ المؤسسات البريطانية والرعايا البريطانيين وغيرهم من الجنسيات الأخرى ان يمكثوا في بيوتهم.
وقد كان الدعم الكبير لمصر قد اثار هيجان الشارع الكويتي حتى ان النساء شاركن في المظاهرات كحدث لم يسبق له مثيل في الوقت الذي كانت معظم النسوة الكويتيات محجبات.
وفي 29 أكتوبر 1956
وهو يوم الغزو الإسرائيلي لشبه جزيرة سيناء (العدوان الثلاثي) عاد إلى الكويت الشيخ عبد الله السالم وقد كان الشيخ على ثقة بان افراد عائلته من آل الصباح على رأس أعمالهم بفعالية. لذا اقر ان يقضي عطلة نهاية الأسبوع في جزيرة فيلكا وهو المكان المفضل لديه للراحة حيث يحب الهدوء والسكينة.
وقد انتقد البعض مغادرة الحاكم إلى فيلكا في مثل هذه الظروف لكن المندوب السامي البريطاني في الكويت امتدحه على عمله ذلك.
فقد نقل عن بيل عن الأمير مانه غالبا ما كان ما مقول (ان الأمور الكبيرة تحل بالحكمة والذكاء وان الركون إلى العواطف لابد ان يؤدي إلى الكوارث) وقد صرح إن انتقال الشيخ عبد الله السالم دافعه اعتقاده ان بقاءه في العاصمة سيؤدي إلى مواجهته ضغوط ضخمة تؤدي به لاتخاذ قرارات متعجلة.
كما كان يرى المندوب السامي البريطاني ان الشيخ لم يكن يضهر أي علامة من علامات الجبن الخلقي أو الجسدي بل كان يتبع النصيحة التي كان هو أيضا يقدمها للاخرين.
وعندما حدث العدوان الثلاثي بعد أن شنت فرنسا وبريطانيا الهجوم على القواعد الجوية المصرية (وكانت اسراثيل احتلت سيناء في 29 أكتوبر) كان الشيخ عبد الله في جزيرة فيلكا وقام الكويتيون بمزيد من المظاهرات وعقدوا لقاءات كبيرة اصدروا في اثرها نداء من أجل إضراب عام مطالبين البريطانيين المقيمين في الكويت بمغادرة البلد وقبل موعد التجمع المخطط له منعت الحكومة المسيرات والاضرابات والتجمعات العامة، ورداً على ذلك القرار حدثت مسيرات صغيرة.
وأصدر الوطنيون بيانات عديدة نص أحدها على أن (الامبريالية وربيبتها وصبيها المدلل الصهيونية اتفقا على تحطيم الشعب العربي واحتلال أراضيه وممتلكاته وتلطيخ شرفه، لكن الامة العربية التي خبرت أساليب النضال وعرفت كيف تقضي على المؤامرات، ستكون هي المنتصرة في النهاية).
وفي اليوم الثالث من نوفمبر تجمع عدد من المواطنين امام مسجد سوق التجار حاملين الدكتور الخطيب على اكتافهم حيث زحفت الجماهير إلى المنطقة التجارية مما دفع الشرطة للعمل فورا، ود اصيب أربعة متظاهرين وتم القاء القبض على شباب من العوائل الكويتية المعروفة وفي ذلك الوقت توجهت شاحنات وعلى ظهرها نساء كويتيات من عائلات معروفة نحو شارع دسمان متجهات إلى قصر الحاكم مطالبات بوقف عمليات ضخ النفط، وقد تم القاء القبض على النسوة ولكن سرعان ما تم إطلاق سراحهن وفي اليوم التالي تم القاء القبض على بعض الكويتيين الذين ينتمون إلى التيار القومي كي تحد الحكومة من قيام المظاهرات لانهم المحرك الرئيسي لهذه المظاهرات، كما اقفلت معظم المحلات التجارية ابوابها وجابت الشوارع دوريات من الشرطة والجيش، ومع ان المدارس بقيت مفتوحة لكن المدرسين الفلسطينيين والمصريين امتنعوا عن دخول الصفوف، وقد نفى الشيخ عبد الله الجابر رئيس دائرة المعارف ان يكون قد سمح للمعلمين التعبير عن تعاطفهم مع المصريين.
وقد قامت جريدة الكويت اليوم وهي الجريدة الرسمية للدولة بإصدار مقال جاء فيه (في تلك الظروف الحرجة، نتوجه إلى الله بالصلاة أو الدعاء ان ينصر العرب ويحرر أراضيهم من كل أنواع الامبريالية).
وبتوجيه من الدكتور احمد الخطيب ناقش النادي الثقافي القومي طرق التعبير عن معارضتهم واحتجاجهم على الهجوم البريطاني الفرنسي دون اتحاذ عمل يدفع البريطانيين ان يتخذوه ذريعة
لإنزال قواتهم في إمارة الكويت وركز قادة النادي على أهمية قيام مظاهرات سلمية وجمع الأموال من أجل مصر، وطلب الخطيب ورفاقه المشورة والنصح من قائد ديني له مكانته بالمجتمع الكويتي هو الحاج عيسى يوسف القناعي كما طلبوا منه ان يذهب إلى جزيرة فيلكا ويقابل الشيخ عبد الله السالم ويطلب منه وقف شحنات النفط الكويتي إلى بريطانيا.
وقد رفض القناعي ان يذهب إلى الشيخ عبد الله واخبر زواره ان الشيخ عبد الله ليس في موقع يؤهله اتخاذ مثل هذا القرار.
وبعد ذلك اصدر القنصل الأميركي في الكويت وليم بروز ردا على نصيحة يوسف القناعي وطالب بمنع التدخل فورا في شؤون النفط.
وقد بدأ الكويتيين بالتعبير عن دعمهم لعبد الناصر من خلال أساليب مختلفة منها مقاطعة البضائع البريطانية كما امتنع بعض أصحاب المحلات التجارية عن تقديم خدمة للزبائن البريطانيين.
ووضعت هذه الحوانيت يافطات تعلن عن رفضها دخول الرعايا البريطانيين والمواطنيين الفرنسيين.
ولم يكن بعض أصحاب الحوانيت راغبا في رفع مثل تلك اليافطة، لكنهم فعلوا ذلك مخافة من ان تتعرض محلاتهم للإحراق ان هم لم يتعاونوا.
وقد رفع صاحب حانوت هندي اليافطة شكلا لكنه استمر في خدمة الزبائن البريطانيين مما دفع بالمحرضين على المقاطعة إلى أن يقدموا يافطة أخرى كتب عليها كلمة (خائن)، الامر الذي دفعه إلى اغلاق محله بسرعة.
كما توقف المستهلكون الكويتيون والعرب عن شراء المنتجات المصنعة في بريطانيا بما فيها السجائر والسيارات، في ذلك الوقت قامت لجنة المقاطعة بمطالبة الحاكم ان يدعمها لكن الحاكم العاقل اجاب ان التجارة بيد التجار وليست بيد الحكومة.
وقد قامت دائرة الكهرباء بشطب مصانع بريطانية من قوائمها كما قامت دائرة المعارف (التربية) بالغاء عقود لشراء بضائع بريطانية كان قد تم شراؤها من قبل التجار الكويتيين.
وعلى العموم لم يلغ التجار الكويتيون علاقاتهم مع الوكالات والمصانع البريطانية واستمرت تلك المصانع تتلقى سرا طلبات التزويد والتجهيزات.
وقد بلغ مجوع أموال التبرعات إلى مصر حوالي مليون دولار في نهاية شهر نوفمبر 1956 منها 775 الف دولار اسهم بتقديمها 411 تاجرا كويتيا ولقد خطط النادي بتخصيص جزء من الأموال لتجهيز قوة من المتطوعين تعمل على خدمة مصر وتطوع بضعة آلاف من الشباب كان معظمهم من الفلسطينيين ذوي الدخول المتدنية وفي 25 نوفمبر نشرت جريدة اخبار اليوم قائمة باسماء الشيوخ الذين قدموا تبرعات سخية وكان من ضمن القاثمة الشيخ عبد الله السالم الذي تبرع بمبلغ 520 الف دولار.
وفي الرابع من نوفمبر قام ممثلوا الاندية الكويتية ويقودهم مدير التعليم بالكويت بتشكيل وفد غادر إلى جزيرة فيلكا طلبا لمقابلة الحاكم، وفي فيلكا رفض الشيخ عبد الله السالم مقابلة الوفد وعندما عاد الشيخ عبد الله المبارك رئيس الأمن العام من رحلة قنص خارج الكويت اوضح لممثلي الاندية انه لدى حدوث أي اخلال بالامن فمن المؤكد ان تقوم بريطانيا بعملية إنزال قواتها في إمارة الكويت.
وقد بدات قوات الأمن الكويتية باستعمال القسوة لتفريق المتظاهرين والجماهير ولم تتردد الشرطة في ضرب أولئك الذين رفضوا ان يتفرقوا.
ونتيجة ذلك استقال قائد الشرطة الكويتي الضابط جاسم القطامي في اوائل شهر نوفمبر 1956 احتجاجا على الأوامر الحكومية للتصدي للشعب الكويتي بالقيام بمظاهرات تأييد للشعب المصري ولجمال عبد الناصر لتأميمه لقناة السويس.
وفي بداية ديسمبر 1956 اعلم الشيخ عبد الله السالم ان هيئة الإذاعة البريطانية نقلت أخبار وصول شحنات من النفط الكويت إلى بريطانيا وخشية من أي أعمال معادية في الكويت بعث الشيخ عبد الله رسالة عاجلة إلى لندن يطلب فيها عدم نشر أو إذاعة اخبار عن وصول شحنات نفط من الكويت إلى بريطانيا وقد طلبت وزارة الخارجية البريطانية من هيثة الإذاعة البريطانية ووسائل الاعلام اللندنية عدم نشر مثل تلك الاخبار ولم تستطع الخارجية ان تضمن لحاكم الكويت عدم تسرب تلك الاخبار.
وفي مساء العاشر من ديسمبر 1956 وفي أثناء حدوث عاصفة مطرية قاسية وقعت 9 انفجارات موجهة ضد المصالح البريطانية والأمريكية في منطقة توجد بها انابيب النفط تحت الماء، وفي انبوب غاز متجه إلى مدينة الكويت ولم تقع اضرار بشرية وكانت الاضرار بسيطة ما عدا بئرا واحدا في مدينة الاحمدي حيث تعذر إطفاء النيران فيها فاستدعيت شركة متخصصة لاطفاء نيران آبار النفط من تكساس وهي شركة رد أير.
وبالرغم من وجود تلك المشاعر المعادية للبريطانيين فقد أقيمت في ملعب شرطة نفط الكويت بالاحمدي مباراة لكرة القدم خلال رأس السنة لعام 1957 بين موظفي شركة نفط الكويت وحضر المبارة جمهور كبير من الكويتيين والعرب واوقف المشجعون سياراتهم بالقرب من الملعب رافعين صورة جمال عبد الناصر ولم تحدث اية أمور مزعجة خلال المباراة.